# エカテリーナ・トレチャコワ
- エカチェリーナ・トレチイコーワ

エカテリーナ・トレチャコワ（Третьякова, Екатерина Евгеньевна、1984年10月19日 - ）は、ロシアの女子バレーボール選手。ポジションはリベロ。ロシア代表。

## 来歴
1984年、ロシアのチェリャビンスク出身。2003年にLeningradka-2へ入団し、バレーボール選手としてのキャリアをスタートさせる。2009年にロシア代表に初選出され、同年のワールドグランプリで銀メダルを獲得した。同年9月の欧州選手権にも出場した。2016年にディナモ・クラスノダールへ移籍した。2017年にロシア代表へ復帰した。

## 球歴
- グラチャン - 2017年
- ワールドグランプリ - 2009年、2017年
- 欧州選手権 - 2009年

## 所属クラブ
- Leningradka-2（2003-2005年）
- Iounost Saint-Pétersbourg（2005-2006年）
- Leningradka（2006-2007年）
- Universitet Belgorod（2007-2010年）
- ウラロチカ・エカテリンブルク（2010-2013年）
- ディナモ・モスクワ（2013-2015年）
- Leningradka（2015-2016年）
- ディナモ・クラスノダール（2016-）